# História da Região Sudeste do Brasil
A história da região Sudeste do Brasil (formada pelos Estados de São Paulo, Rio de Janeiro, Minas Gerais e Espírito Santo) tem início com a fundação da vila de São Vicente por Martim Afonso de Sousa. A partir do século XVII, na região de São Paulo, se iniciou o fenômeno das bandeiras, que eram expedições pelo interior do Brasil à procura de novas riquezas e de indígenas para serem escravizados. No final do século XVII, os bandeirantes paulistas encontraram pedras preciosas na região de Minas Gerais,que deu início ao ciclo do ouro.
Com a mineração, as atenções da coroa portuguesa se voltaram para a região Sudeste, tendo em vista que as plantações de cana-de-açúcar no Nordeste estavam em plena decadência. Ocorreu um grande movimento de pessoas para a região das Minas, e a capital da colônia foi transferida de Salvador para o Rio de Janeiro em 1763. No final do século XVIII a exploração do ouro entrou em decadência.

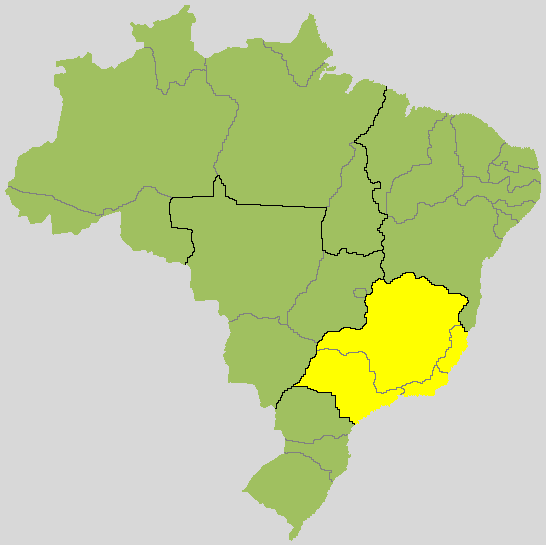
Ouro Preto, cidade histórica mineira do século XVIII

Em 1808, fugindo da invasão napoleônica, a Família Real Portuguesa instalou-se no Rio de Janeiro. A época foi marcada por diversas mudanças econômicas na região, com a abertura dos portos para as nações amigas no mesmo ano e a elevação do Brasil à Reino Unido de Portugal e Algarve em 1816. Com a Independência do Brasil em 1822, a região Sudeste tornou-se o centro financeiro do País. Apoiado pela elite rural do Sudeste, D. Pedro I tornou-se o primeiro Imperador do Brasil, abdicando o trono à favor de seu filho, D. Pedro II em 1830 que, após um conturbado período regencial, assumiu o trono em 1841.
A partir da década de 1840, as plantações de café espalharam-se por toda a região, principalmente no Oeste Paulista, tornando-se a base da economia brasileira. Se usou, inicialmente, do trabalho escravo mas, com a abolição da escravatura em 1888, a falta de mão-de-obra foi preenchida com a vinda de uma grande massa de imigrantes europeus, principalmente italianos. Em 1889 a Monarquia é derrubada e é proclamada a República, dando início à Política do Café-com-Leite, em que as oligarquias de São Paulo e Minas Gerais revezavam-se no poder.
Na década de 1920, com a quebra da bolsa de Nova Iorque, o preço do café despencou no mercado internacional. O presidente Getúlio Vargas iniciou um processo de industrialização em São Paulo que, posteriormente, espalhou-se pelos outros estados do Sudeste.

## Principais acontecimentos por século
- XVII: A produção açucareira vicentina não dá ao sudeste a mesma prosperidade que o açúcar nordestino. Os paulistas começam a expandir pelo interior, como entradas e bandeiras alcançando desde o Sertão nordestino até a Amazônia e a região da bacia do Paraná.
- XVIII: Guerra dos emboabas. São Paulo perde o controle sobre as Minas Gerais.
- XIX: A corte real portuguesa se estabelece no Rio de Janeiro.O  porto do Rio passa Salvador no comércio externo (posteriormente Santos passaria o Rio como porto) e as mudas de café contrabandeadas do Pará fez São Paulo e parte do Sul de Minas Gerais re-emergirem..
- XX: O grande ápice demográfico e econômico depois de séculos e atraso superando o Nordeste em população, desenvolvimento do mercado interno (via migração nordestina e imigração italiana dentre outras) e intensa urbanização na megalópole ou macro-metrópole paulista entre Santos, Campinas, São José dos Campos, etc.
- XXI: A descentralização econômica leva ao desenvolvimento do Norte, Centro-Oeste, re-emergência de partes do Nordeste, diminuindo o peso político-econômico do Sudeste no cenário brasileiro.